# Poslušně hlásím
Poslušně hlásím ("jag rapporterar troget") är en tjeckoslovakisk krigskomedifilm från 1958 i regi av Karel Steklý och med Rudolf Hrušínský i huvudrollen. Den handlar om soldaten Švejk som hamnar i en rad absurda och dråpliga situationer under första världskriget.
Filmen är en uppföljare till Dobrý voják Švejk från året före och bygger på den andra delen av Jaroslav Hašeks roman Den tappre soldaten Švejks äventyr under världskriget. Poslušně hlásím hade premiär den 3 januari 1958.

## Medverkande
- Rudolf Hrušínský som Josef Švejk
- Svatopluk Beneš som löjtnant Lukáš
- Jaroslav Marvan som Flanderka, konstapel
- Miloš Nedbal som generalmajor von Schwarzburg
- Fanda Mrázek som sergeant
- Jaroslav Vojta som Ovčák
- Alois Dvorský som luffare
- Jana Kovaříková som Pejzlerka
- František Černý som Hostinský
- František Šlégr som Schröder
- Otto Hradecký som Ságner